# Малый Арал (Астраханская область)
Ма́лый Ара́л (ног. Кишкей Арал — Маленький Арал) — село в Красноярском районе Астраханской области, входит в состав Аксарайского сельсовета.

## География
Село расположено на левом берегу рукава реки Волги — реки Кигач, менее чем в 1 км от границы с Казахстаном. Понтонный мост соединяет с селом Байбек.
В селе действуют начальная школа, детский сад, дом культуры, фельдшерско-акушерский пункт, библиотека. Жители села занимаются животноводством и овощеводством.
Населённый пункт занимает площадь 0,86 км² (86 га).

## Население
| 2002 | 2010 | 2012 | 2013 | 2014 | 2015 | 2016 |
| ---- | ---- | ---- | ---- | ---- | ---- | ---- |
| 545  | ↘513 | ↗525 | ↗559 | ↗634 | ↗673 | ↘665 |
| 2017 | 2017 |      |      |      |      |      |
| ↘643 | ↗727 |      |      |      |      |      |

Население по переписи 2010 года составляет 552 человек. В 2002 году около 56% населения составляли ногайцы. Также проживают татары (33%) и казахи (11%).
| Национальность | Численность (2010) | Процент |
| -------------- | ------------------ | ------- |
| Казахи         | 298                | 57,5%   |
| Ногайцы        | 109                | 21%     |
| Татары         | 93                 | 18%     |
| Таджики        | 7                  | 1,4%    |
| Русские        | 4                  | 0,8%    |
| Не указана     | 7                  | 1,4%    |
| Всего          | 728                | 100%    |

## История
Село основано в 1881 году ногайцами-карагашами из Ходжетаевки. Место, на котором возникло село Малый Арал, было связано с весенне-летними кочевьями и освоено уже с конца XVIII века, после того как по указу Екатерины II ногайцы получили земли в Красноярском уезде для поселения и ведения скотоводческого хозяйства.
Малый Арал, таким образом, имел тесную связь с Ходжетаем и соседними ногайскими селами, такими как Керменчик, Подчалык и др. Чуть позже, скорее всего как выселка из Малого Арала, возникает поселение Большой Арал. Неподалёку от него была рыболовецкая ватага, иначе говоря, рыбоприемный пункт с ледником, где солили, сушили рыбу, откуда возили её на продажу в город и на ежегодную ярмарку в Ходжетай, которая устраивалась 15 сентября.
В 1,5 км к северу от села расположены могилы Букей-хана и местного целителя Сеит-бабы. Полное его имя — Саид бин Кулвай Саид Гали (примерно 1742-1812), карагаш-ногаец из рода Сейд-алтаяк. Он был проповедником, учителем, личным врачом хана Букея и прославился как народный целитель. Его могила стала местом паломничества людей, верящих в его чудодейственную силу. В 2011 году открыт мемориальный комплекс.
В 1919—1960 годы село было центром Малоаральского сельсовета. В 1960—1997 годы входило в Байбекский сельсовет. В 1997 году село было выделено в отдельное от сельсовета муниципальное образование.
С 2006—2018 гг. село образовывало одноимённое муниципальное образование село Малый Арал со статусом сельского поселения как единственный населённый пункт в его составе. С 2018 года входит в новообразованный Аксарайский сельсовет.